# Aeroporto di Cluj-Avram Iancu
L'Aeroporto di Cluj (IATA: CLJ, ICAO: LRCL), chiamato Cluj International Airport, in romeno Aeroportul Internațional Avram Iancu Cluj, è un aeroporto romeno situato a 9 km ad est dal centro di Cluj-Napoca, sulla strada europea E576 (in direzione Dej), a circa 20 km ad est della A3 ed a circa 1 km del tangenziale est della città che fa da collegamento con la E60 a sud-est di Cluj. Quarto aeroporto rumeno per numero di passeggeri alla fine del 2009, superato solo dai due aeroporti di Bucarest (OTP e BBU) e da quello di Timișoara, l'aeroporto di Cluj serve tutto il nord-ovest ed il centro del Paese, cioè la Transilvania. L'aeroporto è intitolato al patriota transilvano Avram Iancu (1824-1872) protagonista della Rivoluzione Transilvana.

## Storia

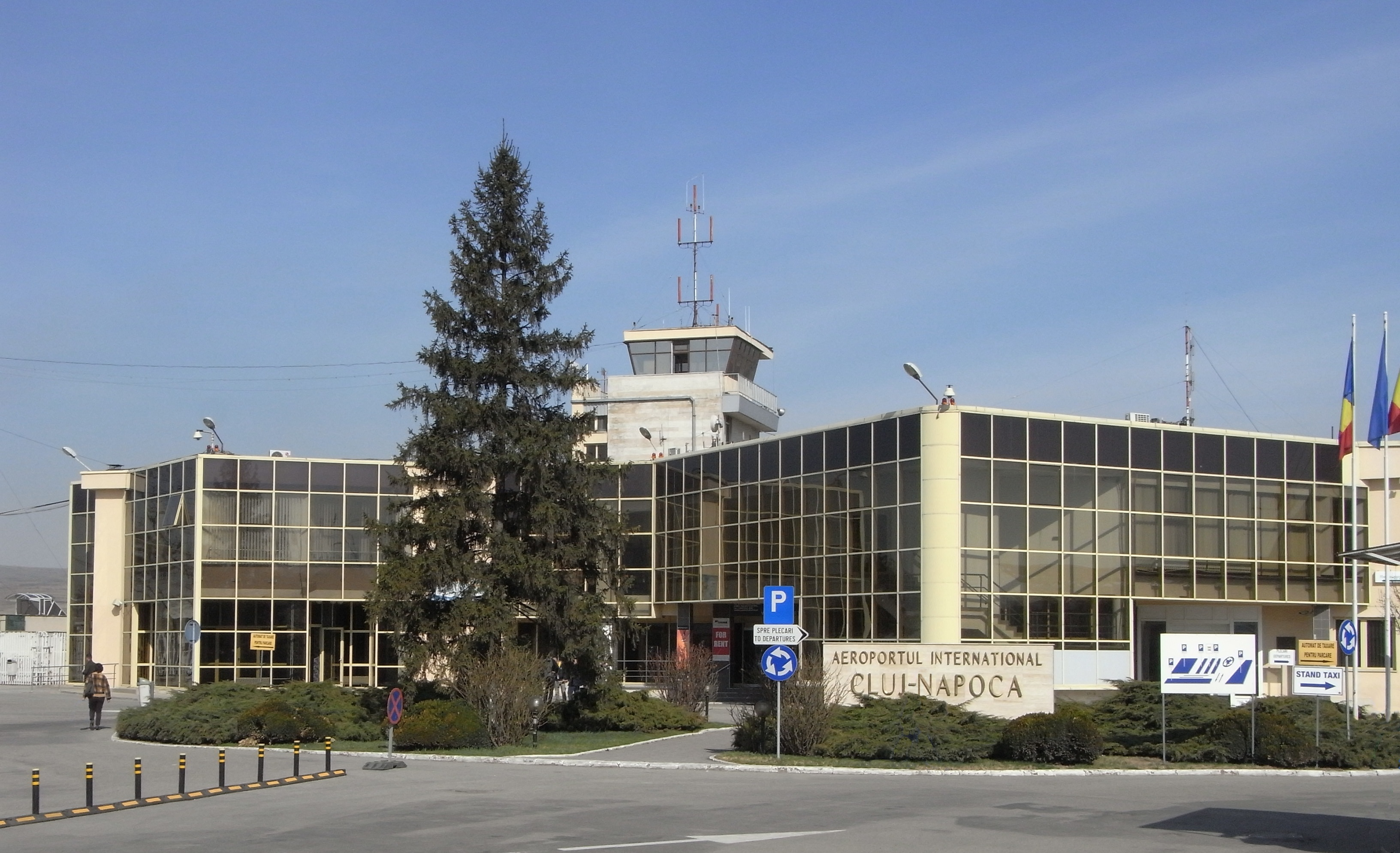
Il vecchio edificio del Terminal

L'Aeroporto di Cluj è stato inaugurato il 1º aprile 1932. Già dal 1928 a Someşeni era presente un Aeroporto militare costruito a cura del Ministero della Guerra per istituire una linea aerea tra Cluj e Bucarest. Il primo volo fu effettuato con un Farman F.60 Goliath, un aereo a due motori e dieci posti costruito dalla Farman Aviation Works. L'aeroporto divenne internazionale l'11 settembre 1933 con l'apertura del collegamento Praga-Cluj-Bucarest effettuato dalla compagnia aerea CSA.
Negli anni successivi vennero attivate altre rotte, con Mosca (effettuato dalla Aeroflot), Arad, Satu Mare. Il primo terminal passeggeri fu aperto nel 1939. Durante la Seconda guerra mondiale a seguito del Secondo arbitrato di Vienna l'aeroporto fu usato dall'aviazione ungherese e dalla Luftwaffe e fu distrutto all'arrivo dell'Armata Rossa nell'ottobre 1944. Dopo la guerra la compagnia aerea nazionale (TAROM) istituì corse con le altre città importanti della Romania. Gli aerei usati furono i Lisunov Li-2, Douglas DC-3 e Ilyushin Il-14.
A partire dagli anni sessanta iniziò l'ammodernamento dello scalo: nel 1969 venne inaugurato il nuovo terminal passeggeri e nel 1970 nuovi strumenti di sicurezza dei voli.
Dal 1996 si movimentano merci e nell'agosto 1997 il Consiglio provinciale divenne gestore dello scalo, iniziando subito lavori di ampliamento del terminal e istituendo nuovamente il volo Budapest-Cluj Napoca rendendolo nuovamente internazionale.

## Sviluppo
Dalla trasformazione in aeroporto internazionale nel 1996 è aumentato costantemente il traffico passeggeri. 
L'apertura di una nuova fabbrica della Nokia a Jucu oltre che ad una grande crescita del traffico ha portato il consiglio provinciale ad investire nuovamente per l'ampliamento dell'aeroporto. La pista è stata ampliata ed è ora lunga 2.150 metri ed è in corso un ulteriore ampliamento a 3.500 metri per permettere la movimentazione agli aerei a fusoliera larga
| Anno | Passeggeri     | Passeggeri       | Movimenti | Cargo (tonnellate) |
| Anno | senza transito | incluso transito | Movimenti | Cargo (tonnellate) |
| ---- | -------------- | ---------------- | --------- | ------------------ |
| 1999 | n/a            | 59.353           | n/a       | n/a                |
| 2000 | n/a            | 75.750           | n/a       | n/a                |
| 2001 | n/a            | 90.128           | n/a       | n/a                |
| 2002 | 105.091        | 106.776          | 4.127     | 73,1               |
| 2003 | 121.037        | 130.267          | 4.379     | 106,3              |
| 2004 | 162.668        | 177.862          | 6.697     | 138                |
| 2005 | n/a            | 202.556          | 8.018     | 213                |
| 2006 | n/a            | 244.366          | 8.904     | 187                |
| 2007 | n/a            | 390.521          | 9.206     | 254                |
| 2008 | n/a            | 752.181          | 12.025    | 413                |
| 2009 | n/a            | 834.400          | n/a       | 385                |
| 2010 | n/a            | 1.028.907        | 16.352    | 354                |
| 2011 | n/a            | 1.004.927        | n/a       | 744                |
| 2012 | n/a            | 954.400          | n/a       | 885                |
| 2013 | n/a            | 1.035.438        | n/a       | 1.262              |
| 2014 | n/a            | 1.182.047        | 12.710    | 1.332              |
| 2015 | n/a            | 1.485.652        | 14.667    | 1.680,3            |
| 2016 | n/a            | 1.880.319        | 19.152    | 2.100,9            |

### Traffico/passeggeri
Questo grafico non è disponibile a causa di un problema tecnico.
Si prega di non rimuoverlo.
Vedi la query Wikidata di origine.
| Mese      | Passeggeri 2015 | Differenza (2015/2014) | Passeggeri 2016 | Differenza (2016/2015) | Passeggeri 2017 | Differenza (2017/2016) | Passeggeri cumulo 2017 |
| --------- | --------------- | ---------------------- | --------------- | ---------------------- | --------------- | ---------------------- | ---------------------- |
| Gennaio   | 91.716          | 34,1%                  | 105.533         | 15,2%                  | 171.700         | 62,7%                  | 171.700                |
| Febbraio  | 87.554          | 31,2%                  | 102.499         | 17,3%                  | 159.739         | 55,8%                  | 331.439                |
| Marzo     | 106.923         | 36,0%                  | 116.097         | 8,6%                   | 185.514         | 59,8%                  | 516.953                |
| Aprile    | 120.510         | 33,4%                  | 124.936         | 3,7%                   | 223.034         | 78,5%                  | 739.987                |
| Maggio    | 124.649         | 23,5%                  | 140.897         | 13,0%                  | 236.493         | 67,8%                  | 976.480                |
| Giugno    | 144.193         | 27,8%                  | 163.555         | 13,4%                  | 253.877         | 55,2%                  | 1.230.357              |
| Luglio    | 162.828         | 26,4%                  | 195.887         | 20,3%                  | 284.693         | 45,3%                  | 1.515.050              |
| Agosto    | 159.930         | 23,8%                  | 213.366         | 33,4%                  |                 |                        |                        |
| Settembre | 153.595         | 26,7%                  | 199.208         | 29,7%                  |                 |                        |                        |
| Ottobre   | 126.272         | 14,9%                  | 178.139         | 41,1%                  |                 |                        |                        |
| Novembre  | 105.328         | 24,4%                  | 158.619         | 50,6%                  |                 |                        |                        |
| Dicembre  | 102.391         | 13,0%                  | 181.683         | 77,3%                  |                 |                        |                        |

## Collegamenti
L'aeroporto è raggiungibile dal centro di Cluj Napoca con un autobus di linea della CTP Cluj-Napoca.

## Galleria d'immagini

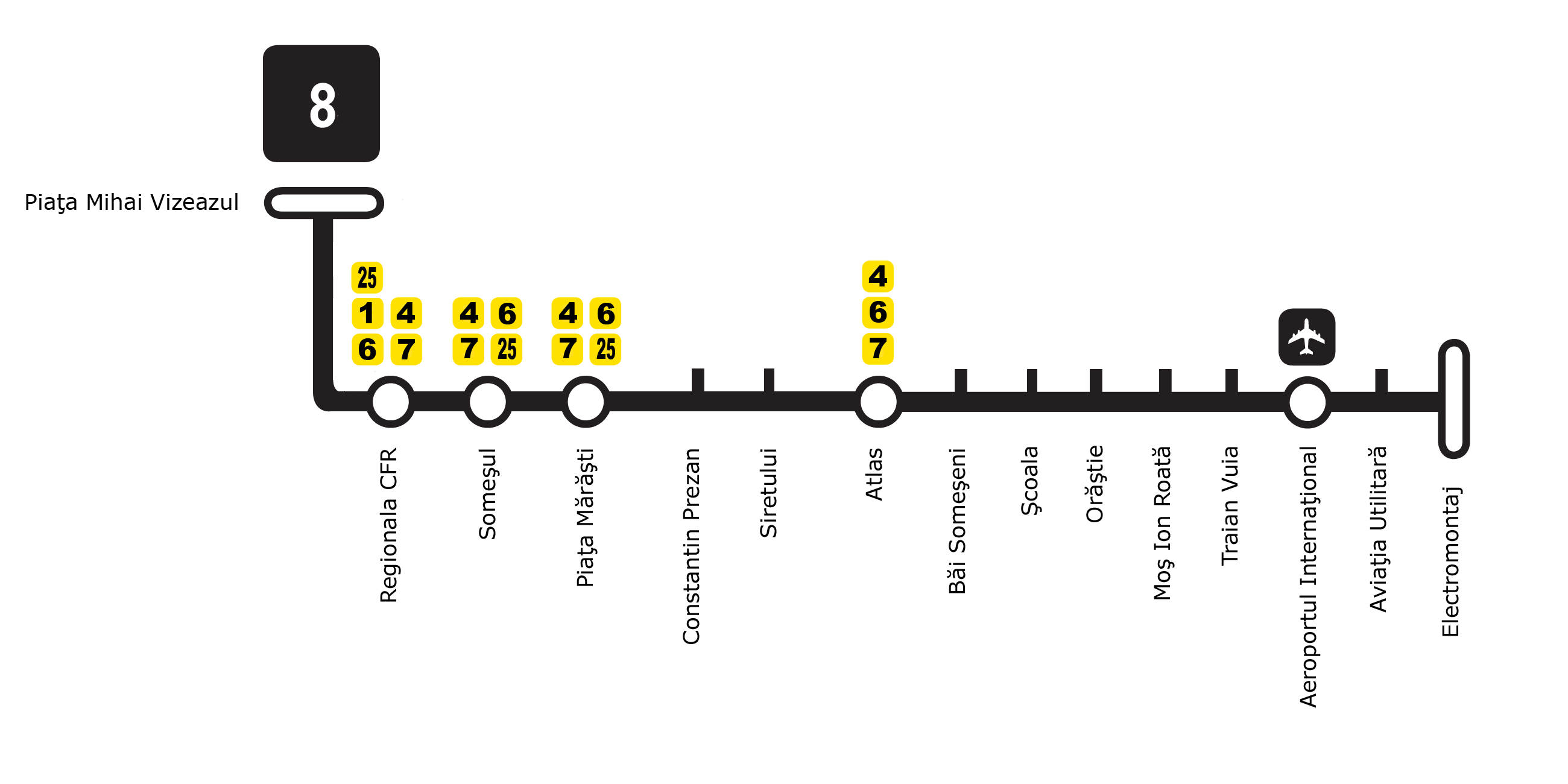
Il bus no. 8 che va dal centro della città all'aeroporto
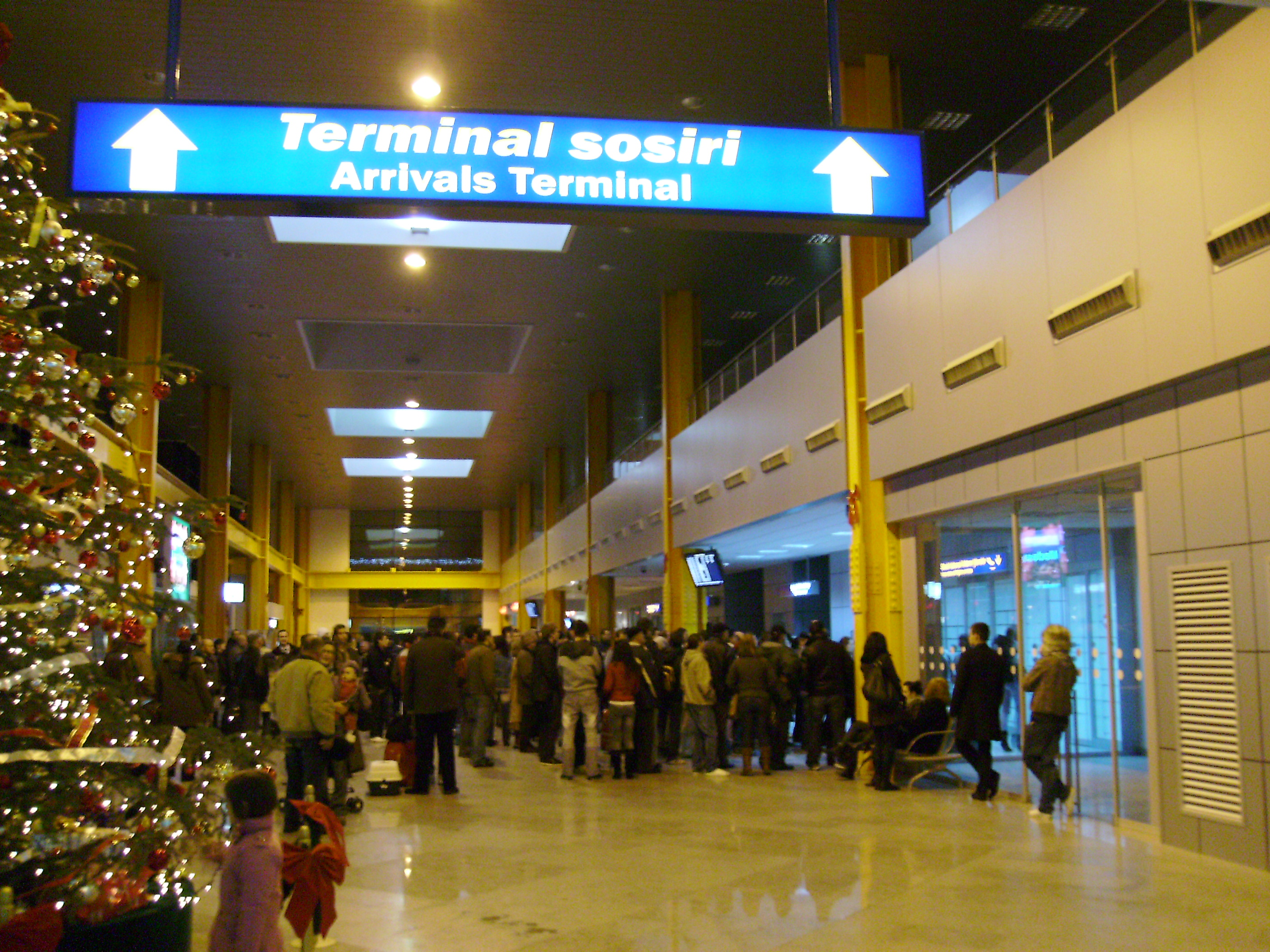
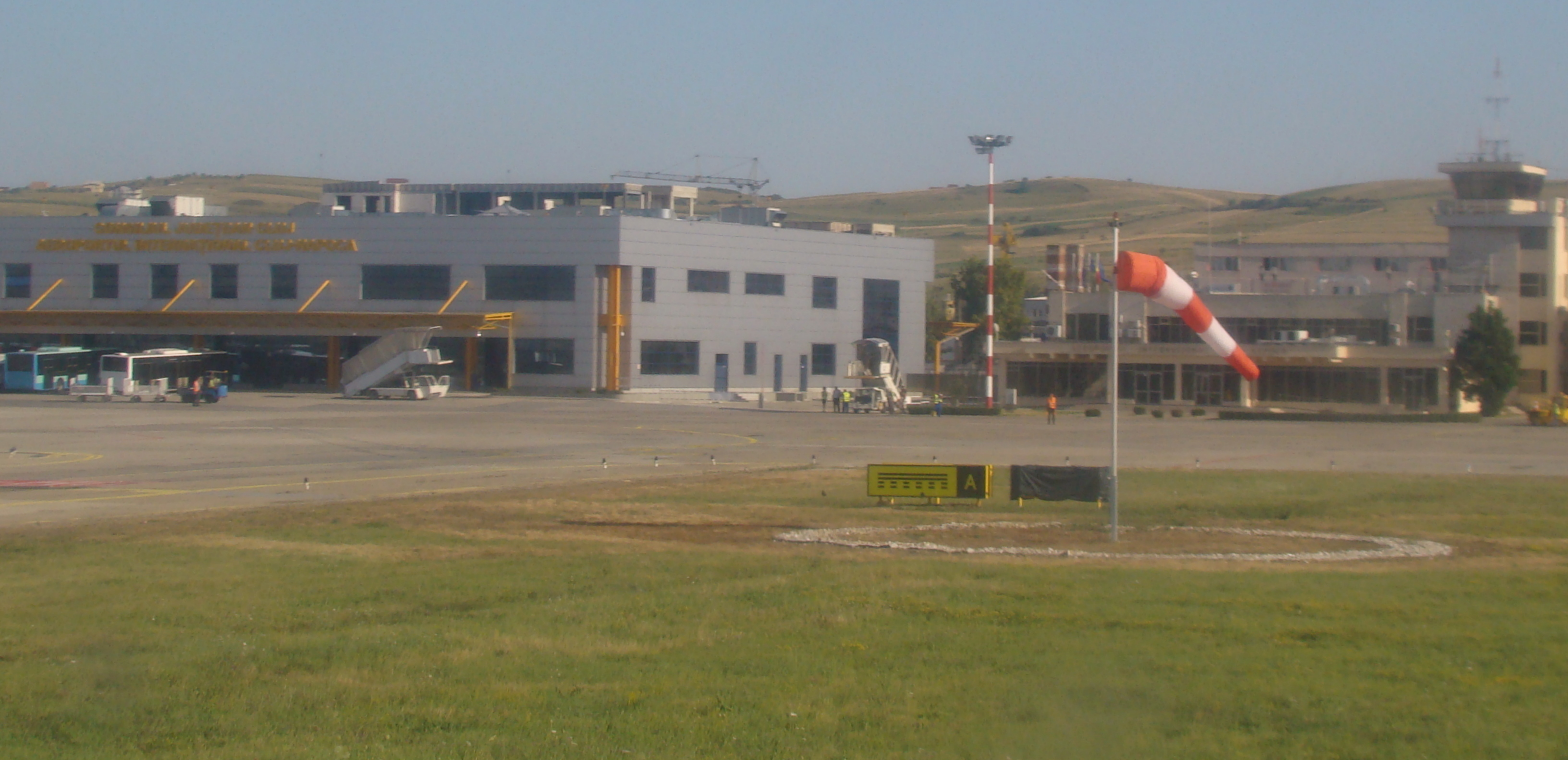
Piazzale aeromobili
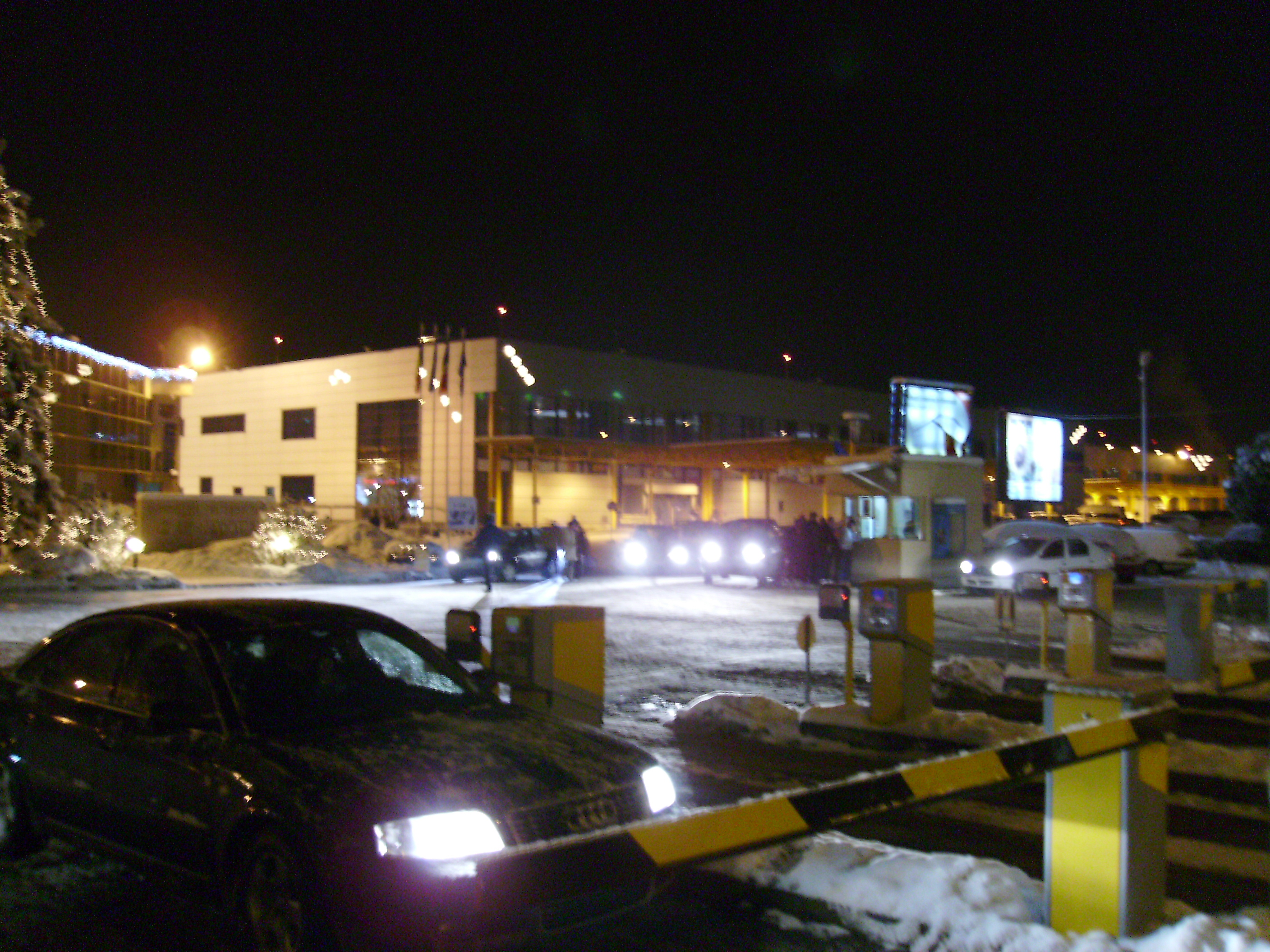